# Richard Mönnig
Richard Franz Clemens Mönnig (* 12. August 1903 in Deutsch-Wilmersdorf bei Berlin; † 13. Januar 1980 in Bonn) war ein deutscher Publizist.

## Leben
Richard Mönnig war der Sohn des gleichnamigen Bildhauers. Er besuchte die Oberrealschule in Berlin-Wilmersdorf bis zum Abitur. Im Sommersemester 1922 studierte er in Berlin Chemie. Nach dem Tod seines Vaters absolvierte er beim Bankhaus Mendelssohn eine eineinhalbjährige Ausbildung und besuchte Vorlesungen über Wirtschaftswissenschaft.

## Terramare Office
Ab 1924 leitete er das Terramare Office, das durch das Auswärtige Amt finanziert wurde und ab März 1933 dem Reichsministerium für Volksaufklärung und Propaganda als Tarnorganisation diente.
1952 engagierte er sich für die Veröffentlichung einer Arbeit von Muhammad Iqbal. Nach dem Scheitern des Koordinierungsausschusses für Volksaufklärung und Propaganda am Einspruch der alliierten Hohen Kommissare wurde er 1952 dem Inter Nationes e.V. vorgesetzt.

## Deutsche Mongolei-Gesellschaft
Von 14. Juli bis 2. August 1972 bereiste er die Mongolische Volksrepublik. 1973 gründete er unter der Patenschaft des Besucherdienst des Auswärtigen Amtes und Wissenschaftlern des Seminars für Sprachen und Kulturen Zentralasiens der Rheinischen Friedrich-Wilhelms-Universität Bonn, die Deutsche Mongolei-Gesellschaft und wurde ihr vorgesetzt.